# Quận Scotland, North Carolina
Quận Scotland là một quận nằm ở tiểu bang Bắc Carolina.  Tại thời điểm năm 2000, quận có dân số 35.998 người. Quận lỵ đóng ở Laurinburg6.
Quận được lập năm 1899 từ khu vực phía nam của quận Richmond. Quận được đặt tên theo Scotland, do nhiều người định cư châu Âu ban đầu ở đây là người Ireland-Scotland.

## Địa lý
Theo Cục điều tra dân số Hoa Kỳ, quận có tổng diện tích 321 dặm Anh vuông (830 km²), trong đó, 319 dặm Anh vuông (827 km²) là diện tích đất và 2 dặm Anh vuông (4 km²) trong tổng diện tích (0,47%) là diện tích mặt nước.

### Các thị trấn
Quận được chia thành 4 xã: Laurel Hill, Spring Hill, Stewartsville, và Williamson.

### Các quận giáp ranh
- Quận Hoke, Bắc Carolina - Đông bắc
- Quận Robeson, Bắc Carolina - Đông nam
- Quận Marlboro, Nam Carolina - Tây nam
- Quận Richmond, Bắc Carolina - Tây bắc
- Quận Moore, Bắc Carolina - Bắc

## Thông tin nhân khẩu
Theo cuộc điều tra dân số2 tiến hành năm 2000, quận này có dân số 35.998 người, 13.399 hộ, và 9.674 gia đình sinh sống trong quận này. Mật độ dân số là 113 người trên mỗi dặm Anh vuông (44/km²). Đã có 14.693 đơn vị nhà ở với một mật độ bình quân là 46 trên mỗi dặm Anh vuông (18/km²).  Cơ cấu chủng tộc của dân cư sinh sống tại quận này gồm 51,49% người da trắng, 37,32% người da đen hoặc người Mỹ gốc Phi, 8,88% người thổ dân châu Mỹ, 0,51% người gốc châu Á, 0,02% người các đảo Thái Bình Dương, 0,46% từ các chủng tộc khác, và 1,33% từ hai hay nhiều chủng tộc.  1,18% dân số là người Hispanic hoặc người Latin thuộc bất cứ chủng tộc nào.
In 2000 Có 13.399 hộ trong đó có 34,40% có con cái dưới tuổi 18 sống chung với họ, 47,10% là những cặp kết hôn sinh sống với nhau, 20,40% có một chủ hộ là nữ không có chồng sống cùng, và 27,80% là không gia đình. 24,40% trong tất cả các hộ gồm các cá nhân và 8,90% có người sinh sống một mình và có độ tuổi 65 tuổi hay già hơn.  Quy mô trung bình của hộ là 2,61 còn quy mô trung bình của gia đình là 3,10,
Phân bố độ tuổi của cư dân sinh sống trong huyện là 28,10% dưới độ tuổi 18, 9,50% từ 18 đến 24, 27,60% từ 25 đến 44, 23,40% từ 45 đến 64, và 11,30% người có độ tuổi 65 tuổi hay già hơn.  Độ tuổi trung bình là 35 tuổi. Cứ mỗi 100 nữ giới thì có 88,40 nam giới. Cứ mỗi 100 nữ giới có độ tuổi 18 và lớn hơn thì, có 83,00 nam giới.
Thu nhập bình quân của một hộ ở quận này là $31.010, và thu nhập bình quân của một gia đình ở quận này là $39.178, Nam giới có thu nhập bình quân $31.212 so với mức thu nhập $23.172 đối với nữ giới. Thu nhập bình quân đầu người của quận là $15.693, Khoảng 17,40% gia đình và 20,60% dân số sống dưới ngưỡng nghèo, bao gồm 29,80% những người có độ tuổi 18 và 17,20% là những người 65 tuổi hoặc già hơn.

## Thành phố và thị trấn
- East Laurinburg
- Gibson
- Laurel Hill
- Laurinburg
- Wagram